# Nuoto ai Giochi della XXVIII Olimpiade - Staffetta 4x100 metri misti femminile
La gara di nuoto della staffetta 4x100 metri misti femminile dei Giochi della XXVIII Olimpiade di Atene venne disputata il 20 e 21 agosto 2004 presso l'Athens Olympic Aquatic Centre. 
Vi presero parte 16 squadre nazionali ed a vincere fu la squadra australiana, formata da Giaan Rooney, Leisel Jones, Petria Thomas, Jodie Henry, a cui si aggiunsero Brooke Hanson, Alice Mills e Jessicah Schipper schierate in batteria.
L'argento ed il bronzo andarono rispettivamente alla squadra statunitense formata da Natalie Coughlin, Amanda Beard, Jenny Thompson, Kara Lynn Joyce, a cui si aggiunsero Haley Cope, Tara Kirk, Rachel Komisarz e Amanda Weir schierate in batteria, e quella tedesca formata da Antje Buschschulte, Sarah Poewe, Franziska van Almsick e Daniela Götz.

## Record
Prima di questa competizione, il record del mondo (WR) e il record olimpico (OR) erano i seguenti.
| Record mondiale | 3'58"30 | Barbara Bedford, Megan Quann, Jenny Thompson e Dara Torres Stati Uniti | 23 settembre 2000 Sydney, Australia |
| Record olimpico | 3'58"30 | Barbara Bedford, Megan Quann, Jenny Thompson e Dara Torres Stati Uniti | 23 settembre 2000 Sydney, Australia |

Durante l'evento sono stati migliorati i seguenti record:
| Data      | Evento | Atleta                                                  | Nazione   | Tempo   | Record          |
| --------- | ------ | ------------------------------------------------------- | --------- | ------- | --------------- |
| 21 agosto | Finale | Giaan Rooney, Leisel Jones, Petria Thomas e Jodie Henry | Australia | 3'57"32 | Record mondiale |

Si sono svolte 2 batterie di qualificazione. Le prime 8 squadre si sono qualificate per la finale.

## Risultati

### Batterie
| Pos. | Batteria | Nazione       | Atleti | Tempo   | Note |
| ---- | -------- | ------------- | --- | ------- | ---- |
| 1    | 2        | Australia     | Giaan Rooney (1'01"99) Brooke Hanson (1'07"55) Jessicah Schipper (58"09) Alice Mills (53"54)              | 4'01"17 | Q    |
| 2    | 1        | Stati Uniti   | Haley Cope (1'01"96) Tara Kirk (1'07"08) Rachel Komisarz (58"75) Amanda Weir (55"03)                      | 4'02"82 | Q    |
| 3    | 1        | Germania      | Antje Buschschulte (1'02.47) Sarah Poewe (1'07"31) Franziska van Almsick (59"77) Daniela Götz (54"61)     | 4'04"16 | Q    |
| 4    | 2        | Gran Bretagna | Sarah Price (1'01"90) Kirsty Balfour (1'09"19) Georgina Lee (59"56) Melanie Marshall (54"98)              | 4'05"63 | Q    |
| 5    | 2        | Cina          | Zhan Shu (1'01"92) Qi Hui (1'09"90) Zhou Yafei (59"13) Zhu Yingwen (55"02)                                | 4'05"97 | Q    |
| 6    | 1        | Giappone      | Noriko Inada (1'02.14) Masami Tanaka (1'09"17) Junko Ōnishi (59"45) Tomoko Nagai (55"23)                  | 4'05"99 | Q    |
| 7    | 2        | Spagna        | Nina Živanevskaja (1'01"08) Sara Pérez (1'10"52) María Peláez (1'00"34) Tatiana Rouba (54"96)             | 4'06"90 | Q    |
| 8    | 2        | Paesi Bassi   | Stefanie Luiken (1'04"13) Madelon Baans (1'09"53) Chantal Groot (1'00"51) Marleen Veldhuis (54"55)        | 4'08"72 | Q    |
| 9    | 1        | Danimarca     | Louise Ørnstedt (1'02.71) Majken Thorup (1'11"46) Mette Jacobsen (59"21) Jeanette Ottesen (55"51)         | 4'08"89 |      |
| 10   | 1        | Ucraina       | Kateryna Zubkova (1'03"66) Svitlana Bondarenko (1'09"36) Jana Kločkova (1'00"16) Olga Mukomol (56"61)     | 4'09"79 |      |
| 11   | 2        | Canada        | Erin Gammel (1'02.57) Lauren van Oosten (1'09"57) Jennifer Fratesi (1'01"60) Brittany Reimer (56"10)      | 4'09"84 |      |
| 12   | 1        | Nuova Zelanda | Hannah McLean (1'02.40) Annabelle Carey (1'11"98) Elizabeth Coster (1'00"38) Alison Fitch (55"61)         | 4'10"37 |      |
| 13   | 2        | Russia        | Oksana Verevka (1'05"09) Elena Bogomazova (1'08"51) Natal'ja Sutjagina (58"98) Nataliya Shalagina (57"60) | 4'10"18 |      |
| 14   | 2        | Francia       | Alexandra Putra (1'04"81) Laurie Thomassin (1'12"16) Aurore Mongel (1'00"40) Malia Metella (54"05)        | 4'11"42 |      |
| 15   | 1        | Svizzera      | Dominique Diezi (1'04"06) Carmela Schlegel (1'12"04) Carla Stampfli (1'03"37) Nicole Zahnd (56"07)        | 4'15"54 |      |
| 16   | 1        | Italia        | Alessandra Cappa (1'03"11) Chiara Boggiatto (1'09"66) Ambra Migliori Federica Pellegrini                  | -       | DSQ  |

### Finale
| Pos.    | Corsia | Nazione       | Atleti                                                                                                | Tempo   | Note |
| ------- | ------ | ------------- | --- | ------- | ---- |
| Oro     | 4      | Australia     | Giaan Rooney (1'01"18) Leisel Jones (1'06"50) Petria Thomas (56"67) Jodie Henry (52"97)               | 3'57"32 |      |
| Argento | 5      | Stati Uniti   | Natalie Coughlin (59"68) Amanda Beard (1'06"32) Jenny Thompson (58"81) Kara Lynn Joyce (54"31)        | 3'59"12 |      |
| Bronzo  | 3      | Germania      | Antje Buschschulte (1'00"72) Sarah Poewe (1'07"08) Franziska van Almsick (58"54) Daniela Götz (54"38) | 4'00"72 |      |
| 4       | 2      | Cina          | Chen Xiujun (1'02"00) Luo Xuejuan (1'08"82) Zhou Yafei (58"10) Zhu Yingwen (54"43)                    | 4'03"35 |      |
| 5       | 7      | Giappone      | Reiko Nakamura (1'01"05) Masami Tanaka (1'09"09) Junko Ōnishi (59"14) Tomoko Nagai (55"55)            | 4'04"83 |      |
| 6       | 8      | Paesi Bassi   | Stefanie Luiken (1'04"83) Madelon Baans (1'09"55) Inge de Bruijn (58"85) Marleen Veldhuis (54"13)     | 4'07"36 |      |
| 7       | 1      | Spagna        | Nina Živanevskaja (1'01"29) Sara Pérez (1'10"62) María Peláez (1'00"74) Tatiana Rouba (54"96)         | 4'07"61 |      |
| -       | 6      | Gran Bretagna | Katy Sexton (1'02"36) Kirsty Balfour (1'07"98) Georgina Lee (59"63) Kathryn Evans                     | -       | DSQ  |